# Kroktjärnen (Seglora socken, Västergötland)
Kroktjärnen är en sjö i Borås kommun i Västergötland och ingår i Viskans huvudavrinningsområde.